# Cassibile
Cassìbile (localmente Cassìbbili o Jascìbili) è una frazione di Siracusa (e, fino al 2018, una sua circoscrizione amministrativa) sita sulla SS 115 a circa 14 km a sud del capoluogo comunale.
Il borgo ha avuto, nel corso del tempo, una continua espansione, fino a raggiungere circa 5 800 abitanti.
La località è nota anche per la firma dell'armistizio di Cassibile, reso noto l'8 settembre 1943 ma siglato cinque giorni prima tra i generali Castellano e Bedell Smith.

## Geografia fisica

### Territorio

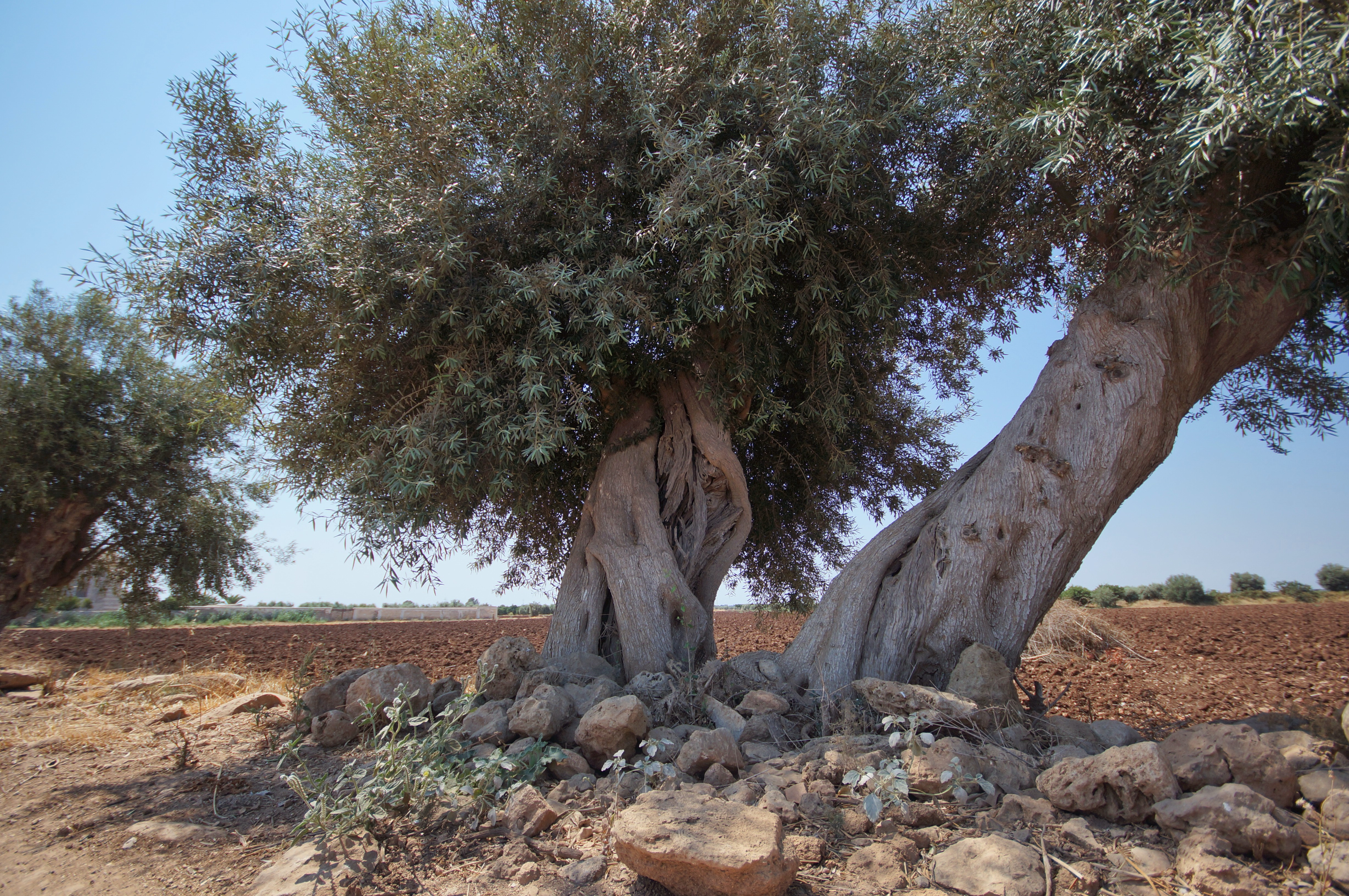
Degli ulivi secolari a Cassibile

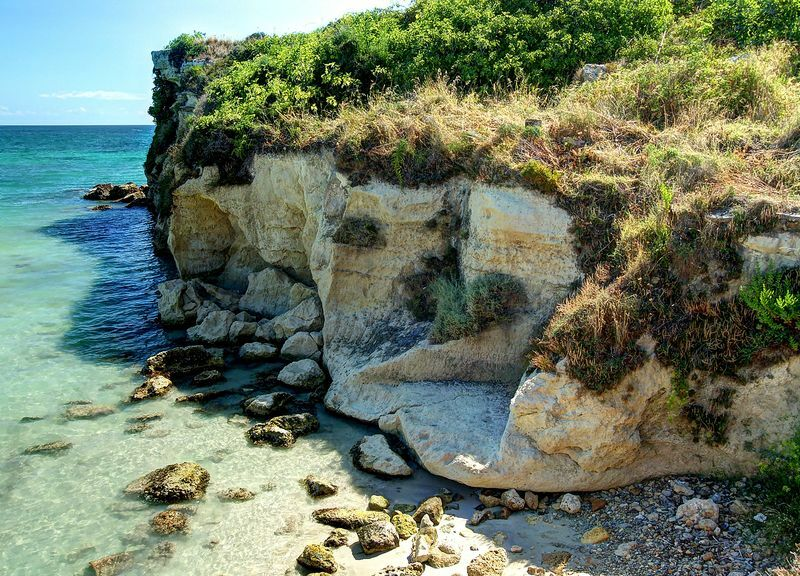
Scogliera di Fontane Bianche, in prossimità di Cassibile

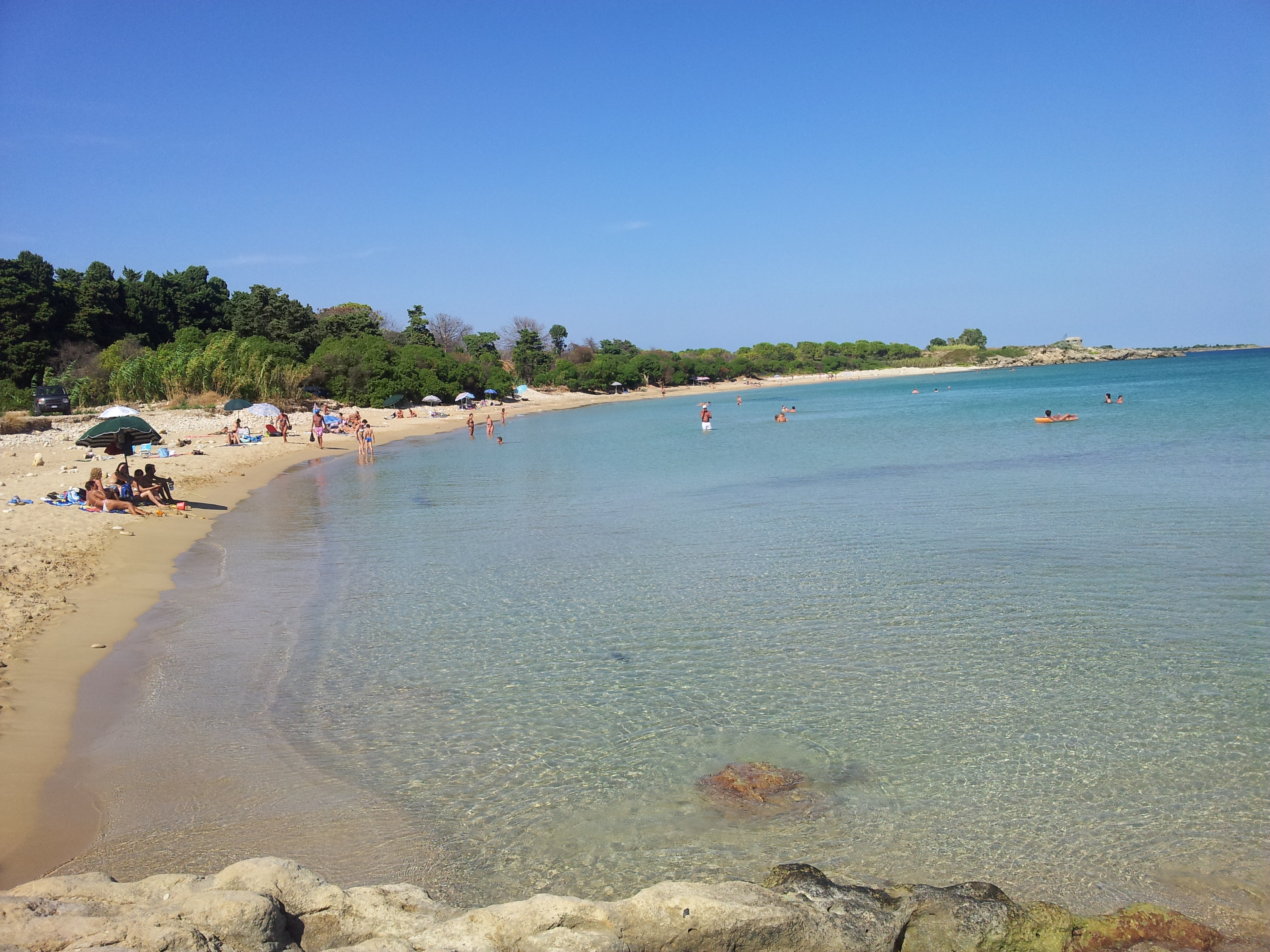
Costa sabbiosa cassibilese

La geografia fisica di Cassibile è determinata dalla sua vicinanza con Cava Grande del Cassibile. Essa infatti, dichiarata riserva naturale protetta, conferisce a Cassibile una parte montuosa composta da canyon e una parte fluviale composta dal lungo fiume che attraversa il canyon, ovvero il fiume Cassibile, il quale segna altresì il confine naturale tra i territori di Siracusa e di Avola.
Questo fiume, per 10 km del suo percorso, forma dei laghetti dai colori diversi che vanno dal verde scuro al verde smeraldo e sono conosciuti come "I Laghetti di Cava Grande" o in alternativa come "Laghetti di Avola". Il percorso del fiume continua fino a sfociare a mare, precisamente nella località costiera conosciuta come "La Marchesa di Cassibile".
Il restante territorio appartiene alla pianura siracusana.

### Flora e fauna
La flora cassibilese è quella caratteristica della macchia mediterranea, la pianta che spicca di più è la Opuntia ficus-indica, cioè i classici fichi d'India siciliani.
La palma e l'ulivo sono due degli alberi più diffusi sul territorio. Diffusi sono anche gli alberi di mandorle e di agrumi (in particolare aranceti e limoneti).
Con la vicinanza di Cava Grande, il territorio cassibilese può dirsi habitat naturale di molte specie di orchidee, all'interno della riserva infatti ne crescono ben 34 tipi diversi. Vi è poi il Trachelio siciliano, una specie di pianta originaria dei Monti Iblei situata nel territorio cassibilese.
La fauna è invece composta da vari tipi di animali, anch'essi caratteristici del Mediterraneo e della terra siciliana, come il codibugnolo di Sicilia, il falco pellegrino, le rane, i conigli, la martora, tartarughe di terra, la coturnice sicula, le colombe e diversi altri.

### La costa
Cassibile si trova posizione interna e pianeggiante, nonché in prossimità della costa. Infatti confina con le frazioni costiere di Fontane Bianche e di Gallina, quest'ultima appartenente al territorio comunale di Avola. È al tempo stesso sabbiosa e frastagliata, così come lo è quella del restante litorale meridionale di Siracusa.

La località balneare più rappresentativa è la già citata Marchesa di Cassibile, dove la costa è altrettanto frastagliata e sabbiosa.

## Origini del nome
Il nome dell'insediamento, così come quello del fiume, è attestato in antichità come Yhassibilis. Esso deriva da *Gacyparis, ovvero dal greco Κακύπαρις ποταμός Kakýparis potamós; si tratta di un nome dall'origine e dal significato incerto, da accostare al sostrato e del quale non si può escludere un passaggio attraverso l'arabo (specie per -p- > -b-). Giovanni Alessio lo confronta con Κυπάρα Kypára, ‘fonte’.

## Storia

### Dalle origini all'epoca moderna

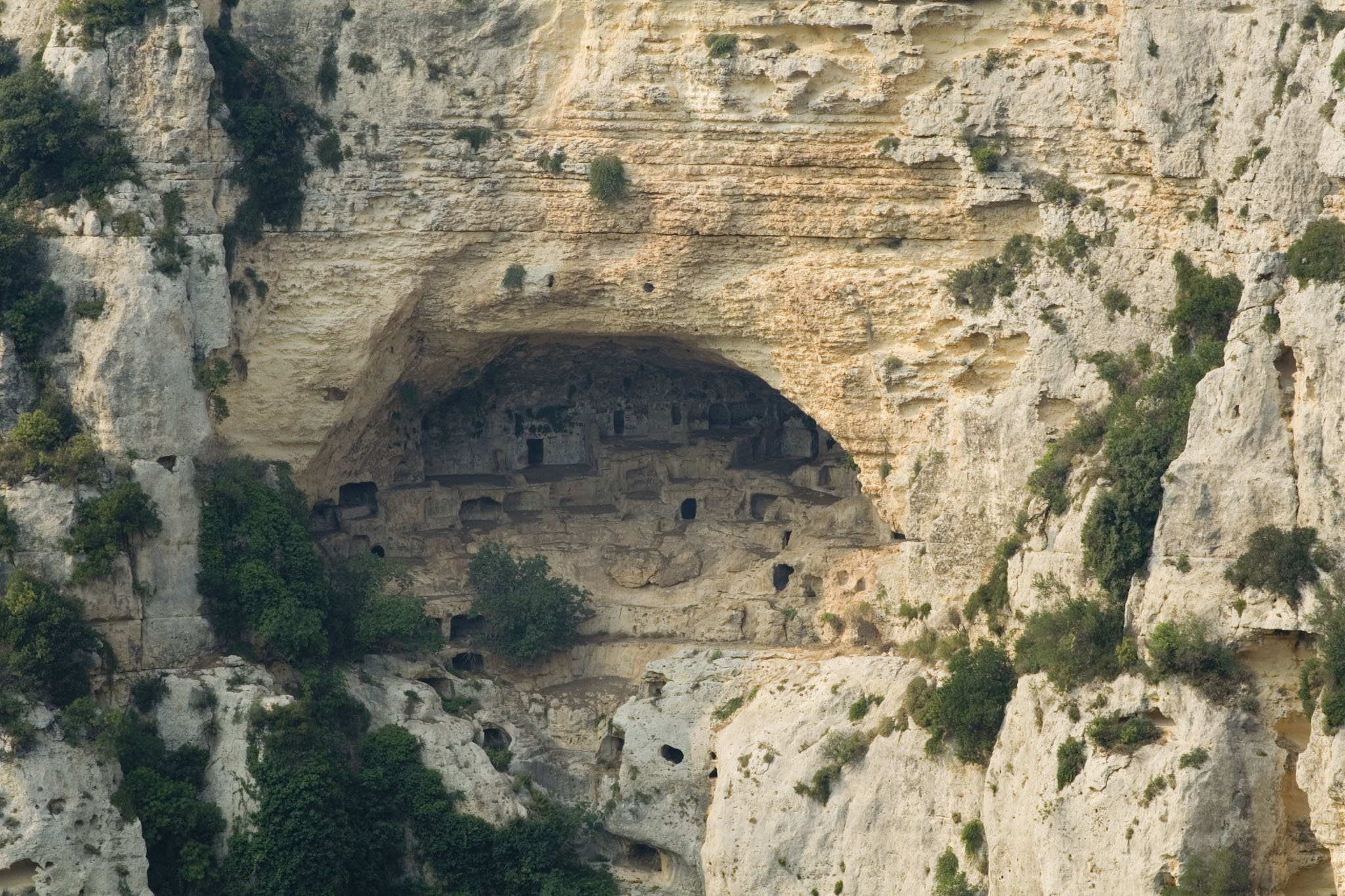
La Grotta dei Briganti a Cava Grande del Cassibile, rappresentante un antico insediamento sul territorio

La storia di Cassibile ha inizio in tempi antichi, nelle sue vicinanze è stata rinvenuta una grande necropoli contenente 2 000 tombe risalenti al IX e VIII secolo a.C., il periodo dei Siculi e dei Sicani. Tale necropoli, denominata Necropoli di Cassibile, è considerata tra le più importanti di Sicilia, seconda solamente a Pantalica.
Nel 413 a.C., nel contesto della Spedizione ateniese in Sicilia, il generale Demostene con i suoi 6 000 soldati ateniesi si arrese alla città di Syrakousai nei pressi di Cassibile, vicino alla foce del fiume omonimo (località di Cava Grande del Cassibile).
Del feudo cassibilese si ha già notizia dalla fine del XIV secolo d.C. quando la baronia locale era di pertinenza di Guglielmo Raimondo Moncada, conte di Augusta. La baronia poi passò di mano in mano: agli Arici, Lanza, Speciali.
Dal 1580 al 1785 fu dei Branciforte: Salvatore Branciforte, Principe di Butera, dopo averla conquistata ne divenne marchese.
Nel 1797 Ferdinando I di Borbone concede il territorio di Cassibile – il quale comprendeva le località di Mortillaro, Contessa, Cugno di Cassero, Stallaini, Gallina – a Silvestro Loffredo di Messina, che ne divenne marchese. Loffredo ne condusse i lavori stradali per valicare agevolmente i colli e i valloni che intersecavano la tenuta. Nel 1850 iniziò la costruzione dell'antica borgata rurale, allora chiamata Longarini, che fu completata dal figlio Gaetano I e nel 1870 inaugurò una chiesa dedicata alla Sacra Famiglia.
I primi abitanti di Cassibile giunsero da località montane e pedemontane come Monterosso Almo, Canicattini Bagni e Palazzolo Acreide, ed erano contadini dediti alla pastorizia giunti fin lì accogliendo l'offerta del marchese, il quale aveva dato loro un'abitazione e un pascolo per il bestiame. Suo figlio Gaetano I fece costruire 99 case, e non di più, per evitare di pagare i tributi.
Il borgo ospitò in seguito la sua prima caserma dei Carabinieri a cavallo e un'osteria dove chi veniva di passaggio a Cassibile poteva trovare riposo e ristoro.
Cassibile passò poi a Gaetano II e da lui a sua nipote, Maria Emanuela Pulejo che alla fine della prima guerra mondiale sposò l’ufficiale polacco di nobiltà slava Giorgio Gutkowski, incontrato in uno dei suoi viaggi in Russia. Così il marchesato di Cassibile continuò la sua storia sotto la famiglia Gutkowsky, stirpe originaria del Ducato di Mazovia, tra gli altri, con Silvestro Gutkowski Pulejo Loffredo. Nel 1930 sorse un insieme di case al centro, costruite dai cassibilesi desiderosi di avere più spazio, i quali per ottenerlo acquistarono degli appezzamenti di terreno a nord della vecchia borgata, facendo così nascere il primo centro urbano di Cassibile. Qui vi venne edificata la Chiesa di San Giuseppe.
L'economia cassibilese a quei tempi era fornita principalmente dai proprietari terrieri, i quali davano ai cassibilesi dei terreni da lavorare. Inoltre un'altra fonte di lavoro era data dall'estrazione della pietra ricavata dalle vicine cave.
Il paese non disponeva ancora della luce elettrica, che venne messa solo nel 1951, fino ad allora si usarono dei lumi a petrolio.

### Seconda guerra mondiale: lo sbarco da Ognina a Cassibile
Durante il secondo conflitto bellico mondiale la località di Cassibile e tutte le zone che la circondavano - dal centro di Siracusa a est fino ad Avola a ovest - divennero il fulcro degli sbarchi Alleati messi in atto dall'VIII Armata britannica.
I primi a sbarcare sul suolo siracusano furono gli scozzesi del 2º battaglione dei Royal Scots Fusiliers e del 6º battaglione del Seaforth Highlanders: entrambi della 17ª brigata, appartenente alla 5ª divisione fanteria britannica del maggiore-generale Horatio Berney-Ficklin; XIII Corps.
Le loro navi, che calarono i mezzi da sbarco ponendovi dentro i soldati ancora afflitti dal mal di mare, approdarono intorno alle 2:25 di notte (9/10 luglio), ma a causa del vento lo fecero sulla spiaggia sbagliata: erano finiti vicino alla foce del fiume Cassibile, presso Punta del Cane; situata all'inizio della spiaggia da essi denominata How Beach, che si trovava qualche chilometro più a sud dell'adiacente baia sabbiosa nella quale erano invece attesi: alla George Beach, ovvero a Fontane Bianche.

I primi momenti dello sbarco inglese su una imprecisata spiaggia di Siracusa (probabile George o How Beach)

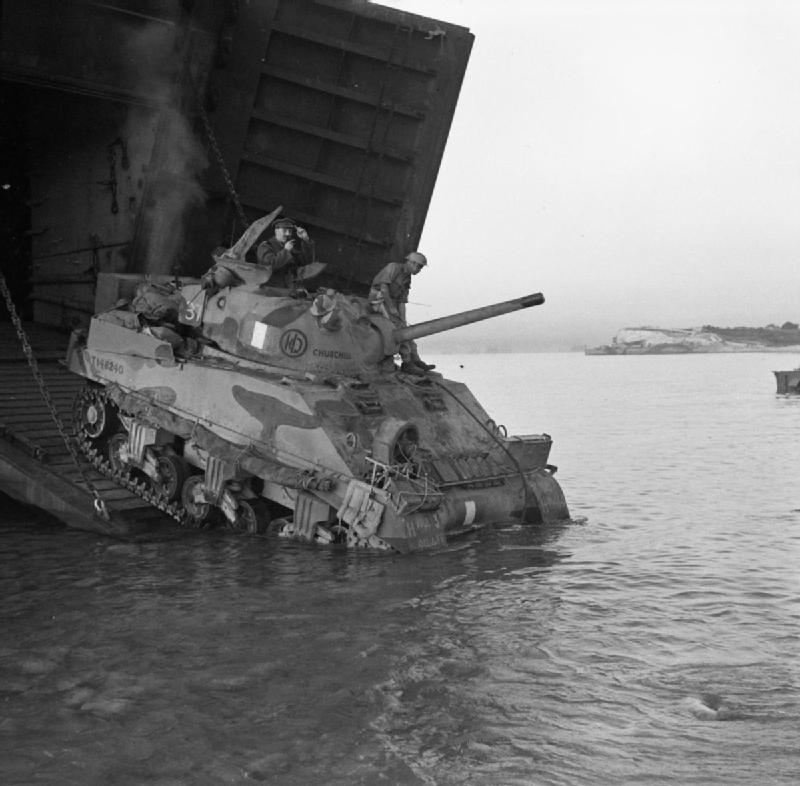
Uno Sherman tank sbarca da una nave britannica il giorno dell'invasione

Gli scozzesi ripulirono la spiaggia dalle mine e si incamminarono verso il borgo di Cassibile (il loro obiettivo principale era prenderlo e raggiungere Siracusa, dove gli aliantisti li attendevano).
Insieme ai commando sbarcò alla foce del fiume Cassibile pure un altro squadrone del SAS (le medesime forze speciali che stavano prendendo in quelle stesse ore d'assalto la penisola della Maddalena); Il 1º squadrone del 2º reggimento. Questi erano nativi del Sudafrica britannico e in breve tempo erano riusciti a impadronirsi del ponte detto di Cassibile; punto di collegamento della SS 115.
Sempre alle 3:00 sbarcarono tra la George e la How anche i primi carri armati M4 Sherman della corazzata 4th Infantry Brigade and Headquarters North East (soprannominati "The Black Rats"; "I Ratti Neri"), con il 3rd County of London Yeomanry. Lo squadrone B degli Sherman si unì al 2º battaglione Northamptonshire Regiment (17ª brigata) e marciò con essi verso Siracusa, mentre lo squadrone C di questi carri armati venne diretto verso Floridia. Il resto della brigata sbarcò l'11 luglio.
Concluse la prima ondata degli sbarchi nella zona il 1º battaglione fanteria del Yorkshire Regiment (detto anche Green Howards), appartenente alla 15ª brigata, anch'essa facente parte della 5ª divisione, i cui uomini toccarono la sabbia della spiaggia How alle ore 3:45.

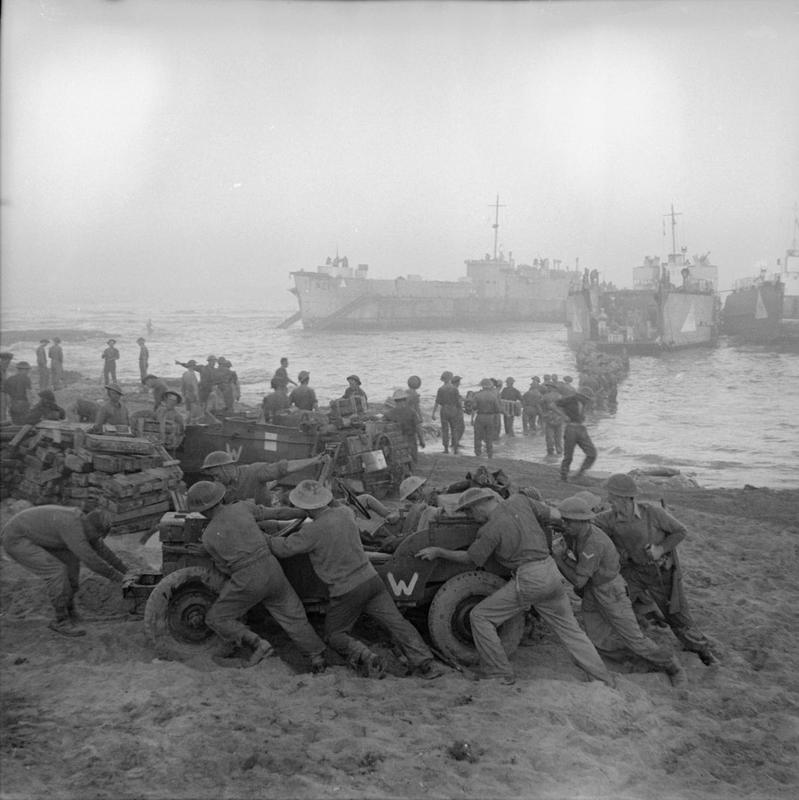
Soldati britannici appena sbarcati spingono i loro mezzi sulla sabbia (alba del 10 luglio)

### La caduta dei capisaldi
A difendere l'immediata area sud di Siracusa, da Masseria Palma (dopo Punta Milocca) a Vendicari (Riserva naturale orientata Oasi Faunistica di Vendicari), nella quale era compresa tutta la zona litornea che va dall'Arenella a Cassibile, vi era il 430º battaglione del 146º Reggimento Fanteria Costiero (206ª Divisione costiera del generale Achille d'Havet). Il 430º battaglione copriva quattro capisaldi principali: il più a nord del suo settore era Santa Teresa Longarini (nell'entroterra di Ognina e non distante dall'omonima stazione); scendendo si trovava Torre Cuba, seguita da Fontane Bianche e infine il fortino posto alla foce del fiume Cassibile; intorno a questi ruotavano una serie di postazioni difensive minori.
Questo fu il settore dove i soldati italiani che si opposero allo sbarco vennero decorati con delle medaglie al valore militare: costoro affrontarono una lotta oggettivamente impari: circa 10 battaglioni contro 1; tra l'altro sparpagliato su un vasto terreno e privo di adeguato armamento. Nei pressi di masseria Cafici ci fu la prima uccisione di un civile siracusano per mano britannica: un contadino che aveva imprudentemente sparato con il suo fucile contro i commando.
Un caposaldo, dato dall'80ª batteria di masseria Scatà, nelle immediate vicinanze del bordo di Cassibile, venne conquistato da un plotone di aliantisti (finiti lì per errore di lancio): vi fu una lotta con gli italiani che la presidiavano e comportò per i difensori 6 morti, 6 feriti e 40 prigionieri (tra costoro diversi decorati).
Anche Torre Cuba venne assalita dalle forze della 1ª AD, insieme ad altre forze della 17ª brigata: qui si trovavano circa 50 soldati italiani, i quali resistettero da soli per diverse ore e cedettero le armi solo quando vennero sopraffatti dai commando. La spiaggia di Fontane Bianche cadde in mano degli scozzesi, che faticarono per fiaccare la resistenza del presidio composto da 26 uomini, 13 dei quali vennero uccisi. Il fortino di Foce del Cassibile veniva piuttosto investito dalla forza dei commando e del SAS: qui caddero 7 italiani.

### La presa della contrada Santa Teresa Longarini
Mentre i principali capisaldi iniziavano a cadere (e con essi diversi altri presidi: a Capo Ognina i caduti italiani furono 8, attaccati dai due battaglioni degli scozzesi della 17ª brigata), resistette per tutto il giorno del 10 luglio il presidio di Santa Teresa Longarini: assaltato da altri gruppi di aliantisti, esso venne tenacemente difeso.

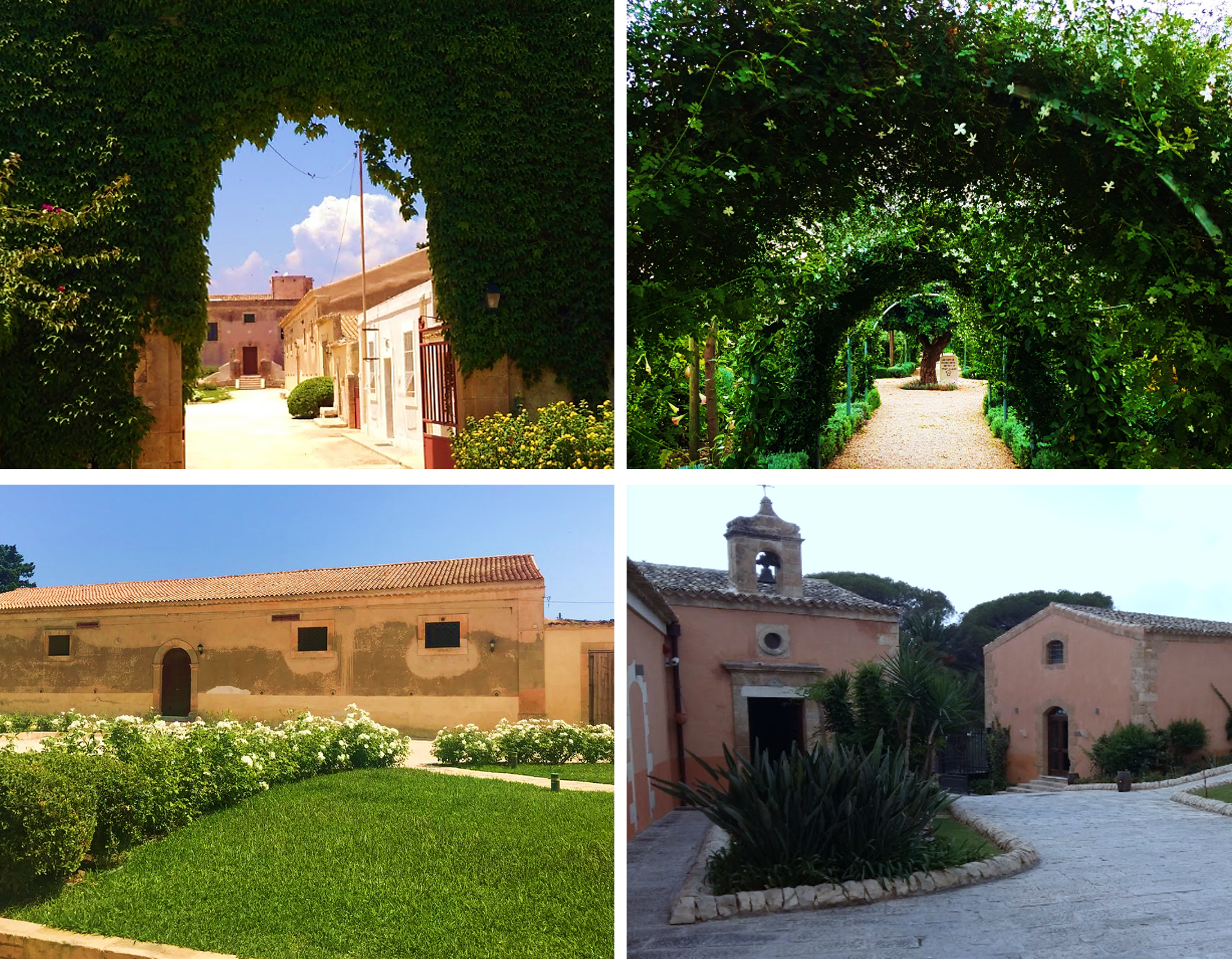
Santa Teresa Longarini. Il maniero fortificato di San Michele, che venne requisito dagli Alleati (fu il luogo della firma dell'armistizio). Venne da questi detto Fairfield Camp

Santa Teresa Longarini si arrese alle prime ore del mattino dell'11 luglio, quando i sopraggiunti carri armati non le lasciarono altra alternativa.
Con la caduta dell'entroterra di Ognina, entrò in possesso degli Alleati anche un antico maniero fortificato detto di San Michele, dove avevano la propria residenza dei nobili del luogo, la famiglia Grande, originari di Avola.
I Grande erano subentrati nella proprietà agli Arezzo della Targia (nobili aretusei). La residenza controllava una zona molto antica di Siracusa. Una sera, il conte di quella villa-fortezza (circondata da fossati), Corrado Paolo Grande Benoit de Sainte Colombe (padre avolese e madre francese), aprì la porta a un gruppo di paracadutisti indiani - difatti la British Indian Army partecipò alla conquista della Sicilia a seguito del generale Montgomery - i quali, dopo avergli detto che sapevano chi egli fosse, gli requisirono il terreno (contrada San Michele si trova tra Strada Ognina e Via Elorina, a circa 3 km dalla costa; l'Arenella, compresa nella George Beach degli inglesi, è la sua spiaggia più vicina), ma gli dissero che lui e sua moglie, la sopracitata contessa Aline, potevano rimanere nel maniero. La residenza cominciò a divenire quindi il luogo d'incontro degli alti ufficiali anglo-americani.
Inoltre, nella piana di Torre Cuba (sita tra il porticciolo di Ognina e la spiaggia di Fontane Bianche, nelle immediate vicinanze della contrada San Michele) gli inglesi vi installarono una loro pista per l'aviazione: qui si insediarono, tra gli altri, i canadesi del No. 417 Squadron (No. 244 Wing).

### La presa e occupazione del borgo di Cassibile
La caduta di Cassibile era legata alla caduta di Fontane Bianche, poiché le fortificazioni di quest'ultima, sorgendo essa parallelamente al borgo, coprivano dalla costa Cassibile. La battaglia per riuscire a entrare nel borgo fu per il nemico colma di proprie perdite (40 scozzesi caduti). In tale episodio gli italiani fecero incetta di decorazioni, per la resistenza mostrata (4 argenti ai caduti, 4 bronzi ai caduti e 2 argenti ai viventi). Un veterano scozzese, sergente Stockman (6º Seaforth), che combatté per la presa di Cassibile, così descrisse la resistenza dei suoi avversari che impedivano a lui e ai suoi uomini l'entrata:
Numerose le testimonianze sui primi concitati momenti dell'occupazione del borgo: i civili furono quelli che più patirono i disagi del trovarsi nel mezzo della zona dello sbarco. Quasi tutti i cassibilesi avevano abbandonato le proprie case la sera del 9 luglio, andandosi a riparare sulle alture che sorgevano alle loro spalle (si tratta, ad esempio, dei monti attigui dove sorge la preistorica necropoli di Cassibile, ma anche delle alte pareti che fiancheggiano la via rettilinea per Flordia), trovando rifugio all'interno delle tante grotte carsiche dell'area. Del resto, gli stessi Alleati un giorno prima dello sbarco lanciarono sui cortili delle case della gente dei volantini che ammonivano: «Siamo dietro le vostre porte!», invitandoli ad andarsene da lì.

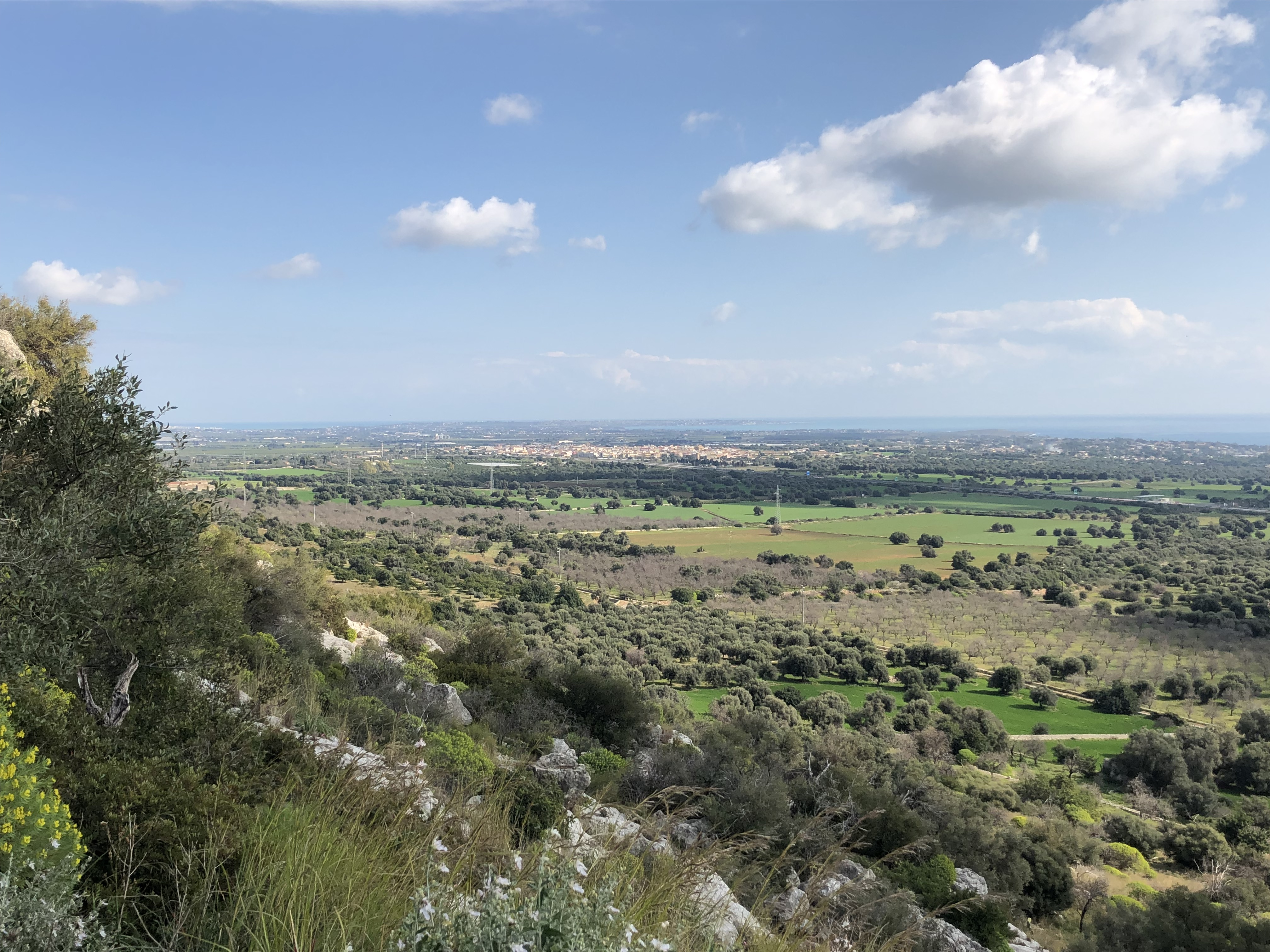
Cassibile vista dalle alture della sua omonima necropoli

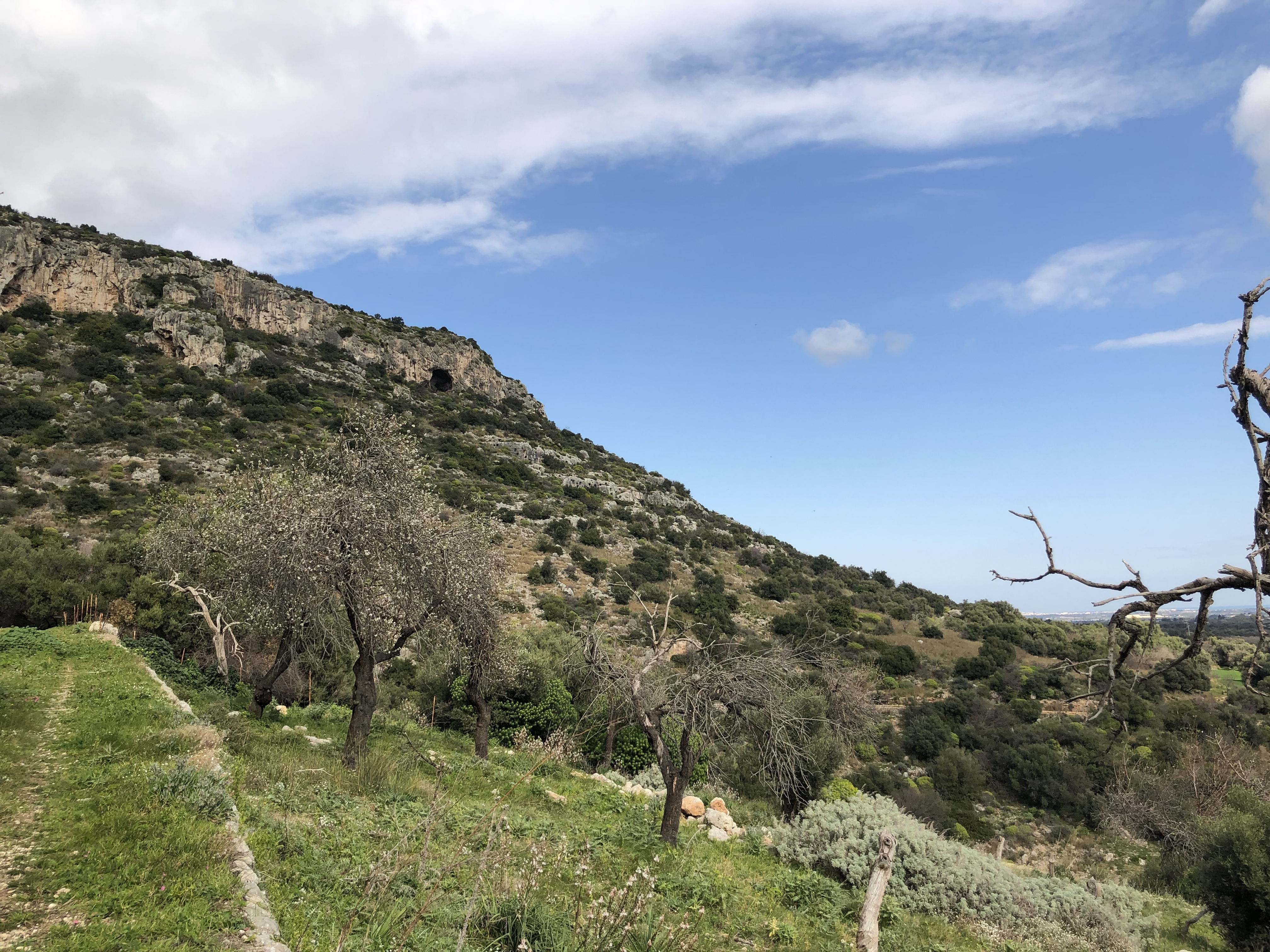
I monti sopra i quali i cassibilesi cercarono rifugio (molti di loro vennero infine raggiunti dagli inglesi)

Con l'ingresso dei soldati nelle case si verificarono anche tragici episodi ai danni dei civili: una donna ricorda di come suo padre venne ucciso dagli inglesi nel tentativo di andare a riprendere insieme al cognato un paio di scarpette del suo bambino, rimasto con lei in una grotta, ma trovò la morte davanti l'uscio della propria abitazione, poiché i britannici lo credettero complice del cognato che si era chiuso in casa (il cognato aveva la divisa dell'aeronautica). Un altro cassibilese, di nome Felice, venne invece ucciso perché reo di aver posto la testa fuori l'uscio di casa propria, spinto dalla curiosità, mentre i soldati di Montgomery entravano in paese e nella sua camera era appena caduta una bomba; gli venne sparato sul lato destro del collo.
La grotta di Spinagallo, di rilevante interesse paleontologico (al suo interno sono stati rinvenuti diversi esemplari di elefanti nani, specie anticamente estinta, esposti odiernamente al museo dell’Istituto di Geologia e Paleontologia dell’Università degli Studi di Roma "La Sapienza"), che si apre sulla SP 12 (che collega in maniera diretta Cassibile a Floridia, da sud verso nord), normalmente giaciglio per gli ovini, divenne invece il rifugio di molti civili; gli inglesi la scoprirono. Una donna, che in quelle ore si era lì rifugiata, ricorda il primo incontro con i soldati:
Un altro cassibilese rammenta il fatto che tanti civili inizialmente vennero presi prigionieri (così come accadde alla penisola della Maddalena) e solo in seguito rilasciati:

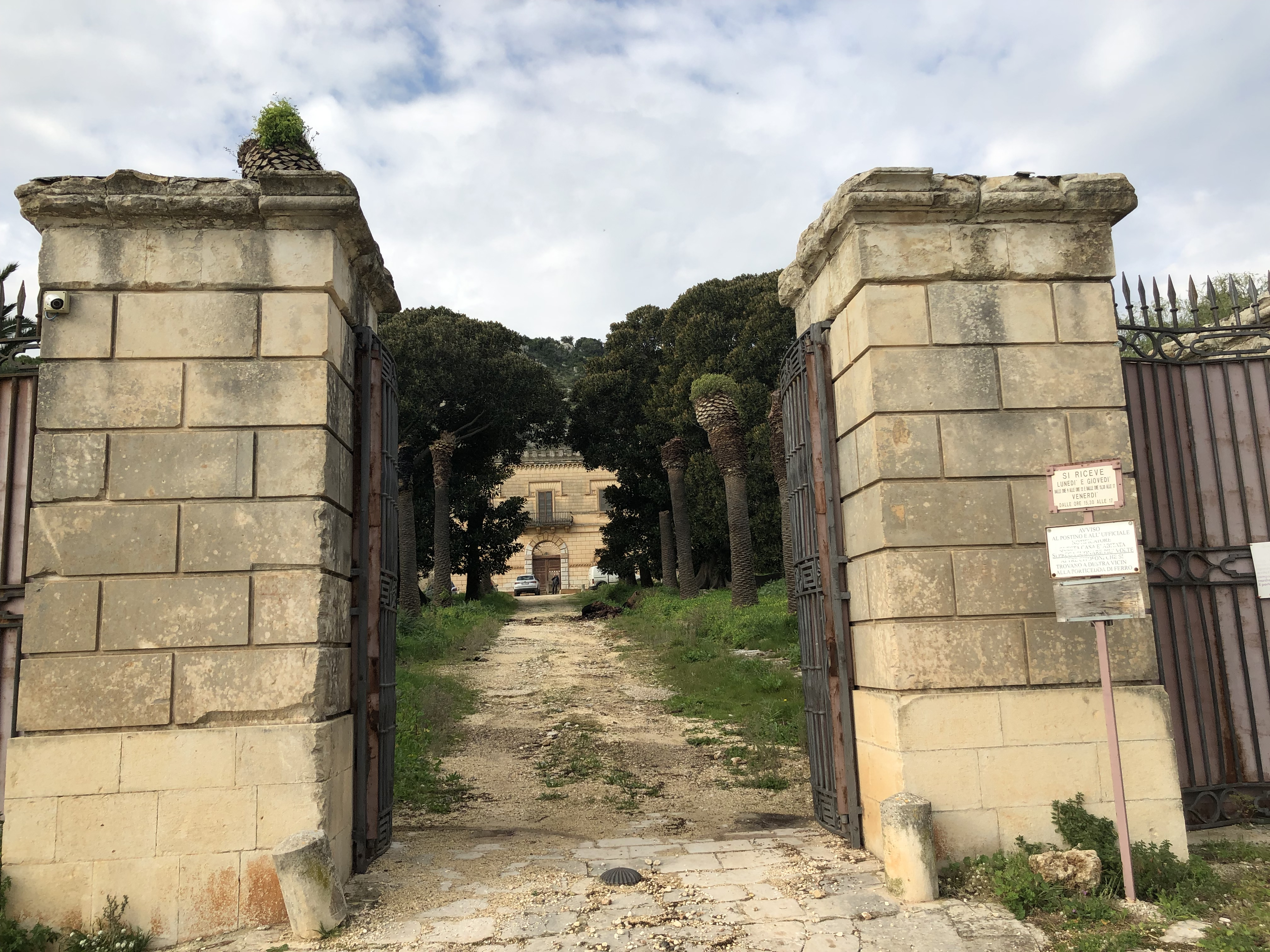
L'entrata della villa dei marchesi di Cassibile (così come la villa dei Grande, venne anch'essa requisita dagli Alleati)

La villa dell'antico marchesato cassibilese, appartenente alla famiglia nobiliare dei Loffredo-Pulejo-Gutkowski, fu requisita dagli Alleati, i quali negli appartamenti del marchese vi installarono un ospedaletto da campo. La villa divenne meta dei soldati britannici, non solo per le vaste scorte di vino, di cui andavano alla ricerca gli accampamenti dei soldati, ma anche per la pregiata merce che vi si trovava all'interno: difatti alcuni giovani inglesi iniziarono a sottrarre vesti pregiate della marchesa per darle a delle ragazze locali rifugiate nelle grotte; era il loro modo per corteggiarle. Tuttavia l'approccio tra gli occupanti e i cassibilesi non fu sempre pacifico; le donne locali hanno conservato il ricordo delle molestie e delle violenze subite da una parte dell'esercito britannico: nelle loro testimonianze emerge come gli scozzesi e gli inglesi in genere si comportassero con la popolazione in maniera cordiale, quasi amichevole, mentre le truppe indiane risultano ai loro occhi quelle che si macchiarono degli atti più intollerabili.

### In epoca contemporanea
Il lavoro agricolo attirò a Cassibile altre famiglie provenienti da Siracusa, Avola, Canicattini Bagni e dal messinese, le quali vi si stabilirono facendo aumentare di molto il numero della popolazione. Cassibile è passata così dai 500 abitanti censiti nel 1950 ai quasi 5 800 abitanti censiti nel 2001.
L'incremento demografico è stata la leva che ha portato i cassibilesi a chiedere l'indipendenza amministrativa da Siracusa. È quindi nato un comitato che ha più volte chiesto l'attuazione di un referendum per fare decidere ai cassibilesi se staccarsi o meno dal comune aretuseo. Tale referendum è stato però sospeso dal TAR di Catania nel 2012, su ricorso dello stesso Comune di Siracusa. Recentemente, è stato formato il comitato "Movimento per l'autonomia di Cassibile-Fontane Bianche" che ha fatto arrivare all'Ars le istanze autonomiste e indipendentiste oltre che di forte malcontento verso il comune di Siracusa dei cittadini delle attuali frazioni le quali desiderano da tempo di costituire un proprio comune, costituzione che potrebbe essere decisa tramite un referendum.
Negli ultimi tempi Cassibile è stata all'attenzione della cronaca per le tensioni tra i residenti e gli extracomunitari, poiché a Cassibile e dintorni lavorano molti cittadini immigrati che vengono impiegati come braccianti agricoli nei campi ma senza essere adeguatamente tutelati dalla legge, così come Cassibile stessa chiedeva più rispetto per i suoi abitanti cercando di trovare una soluzione sociale che può essere attuata solo da una buona politica dei diritti umani e civili.

## Monumenti e luoghi d'interesse

### Architetture

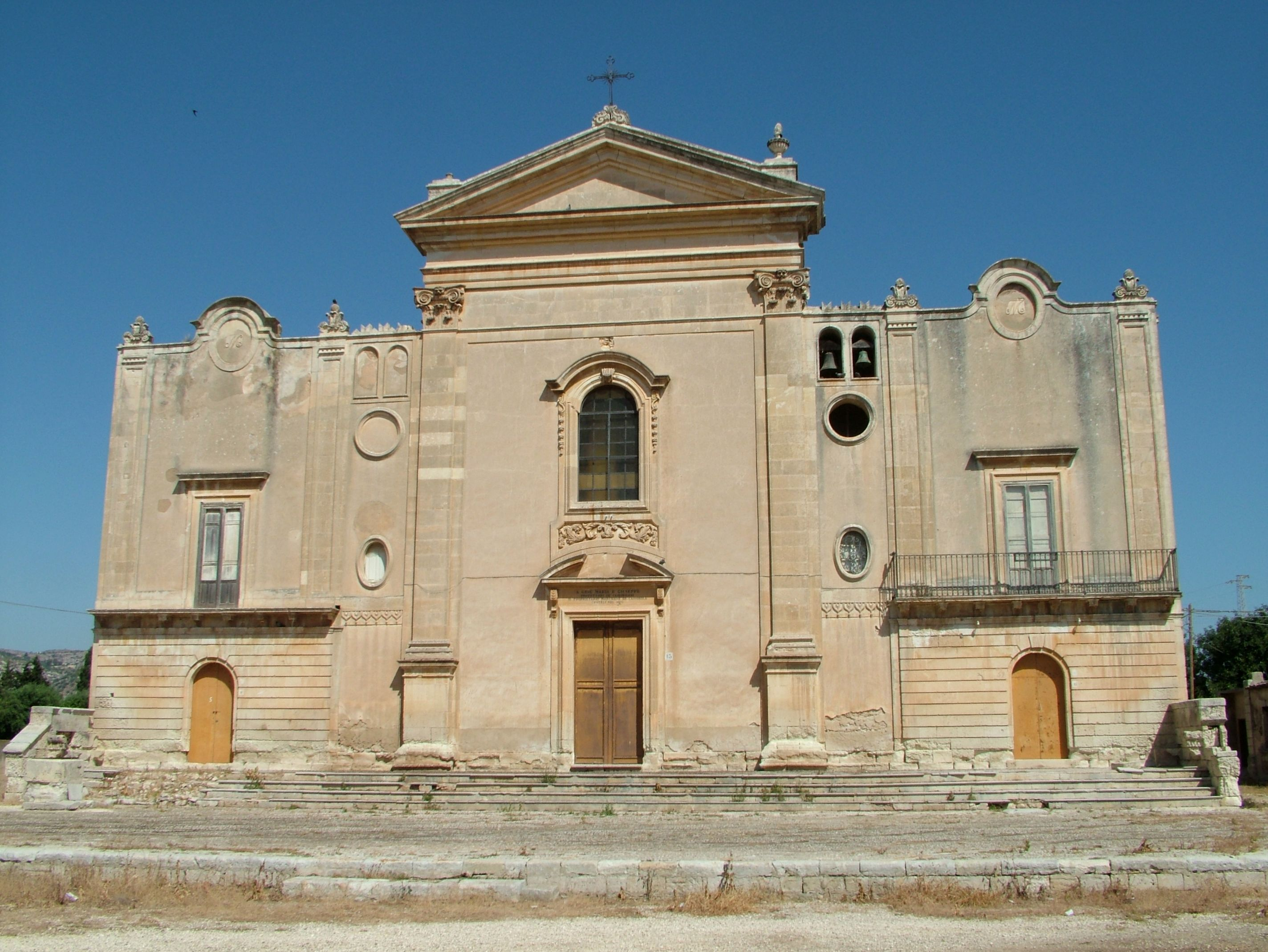
La Chiesa del Marchese Loffredo intitolata alla Sacra Famiglia

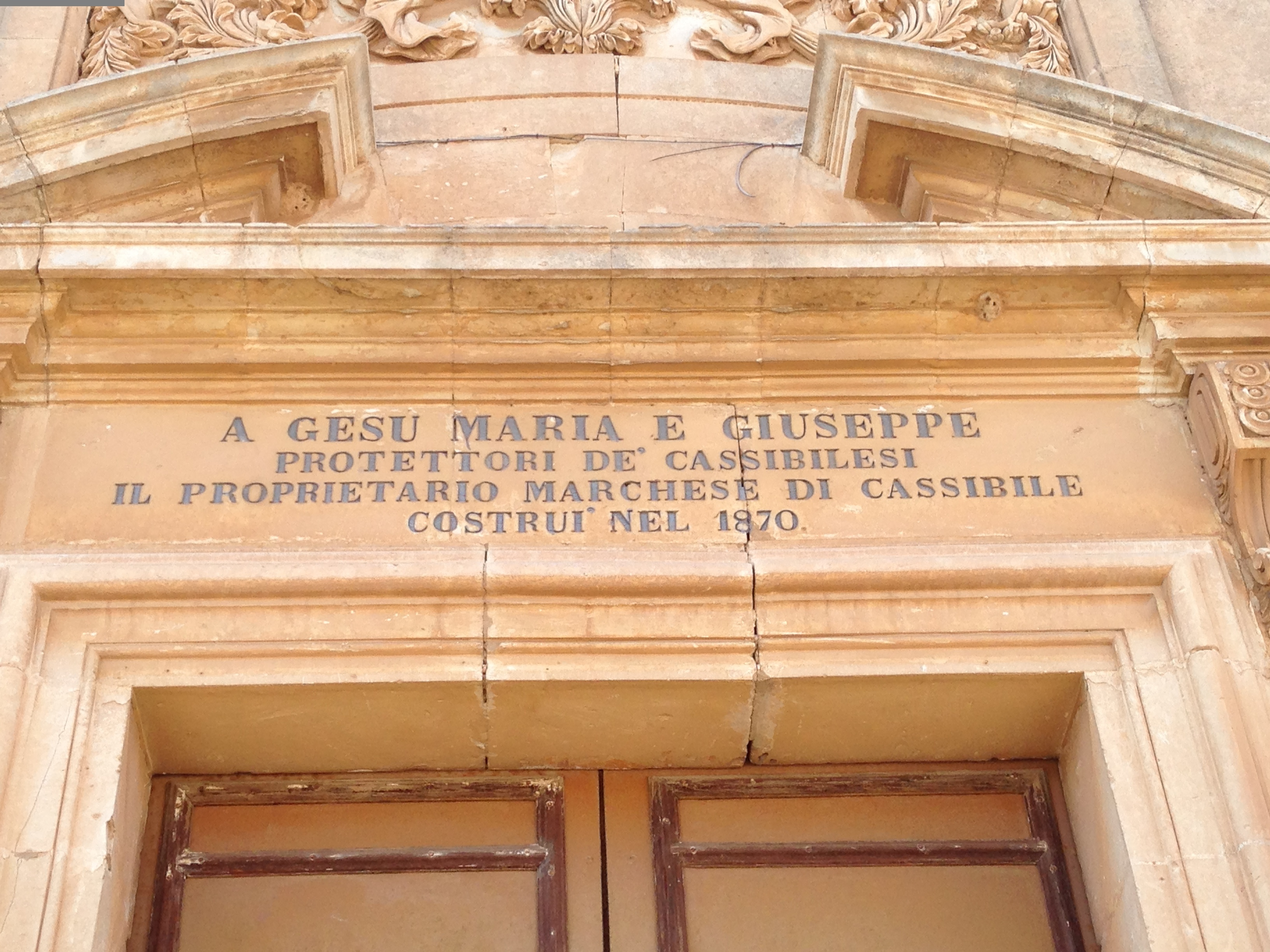
Particolare della chiesa più antica di Cassibile: la scritta che vi fece scolpire il barone del borgo; A Gesù, Maria e Giuseppe, protettori dei cassibilesi

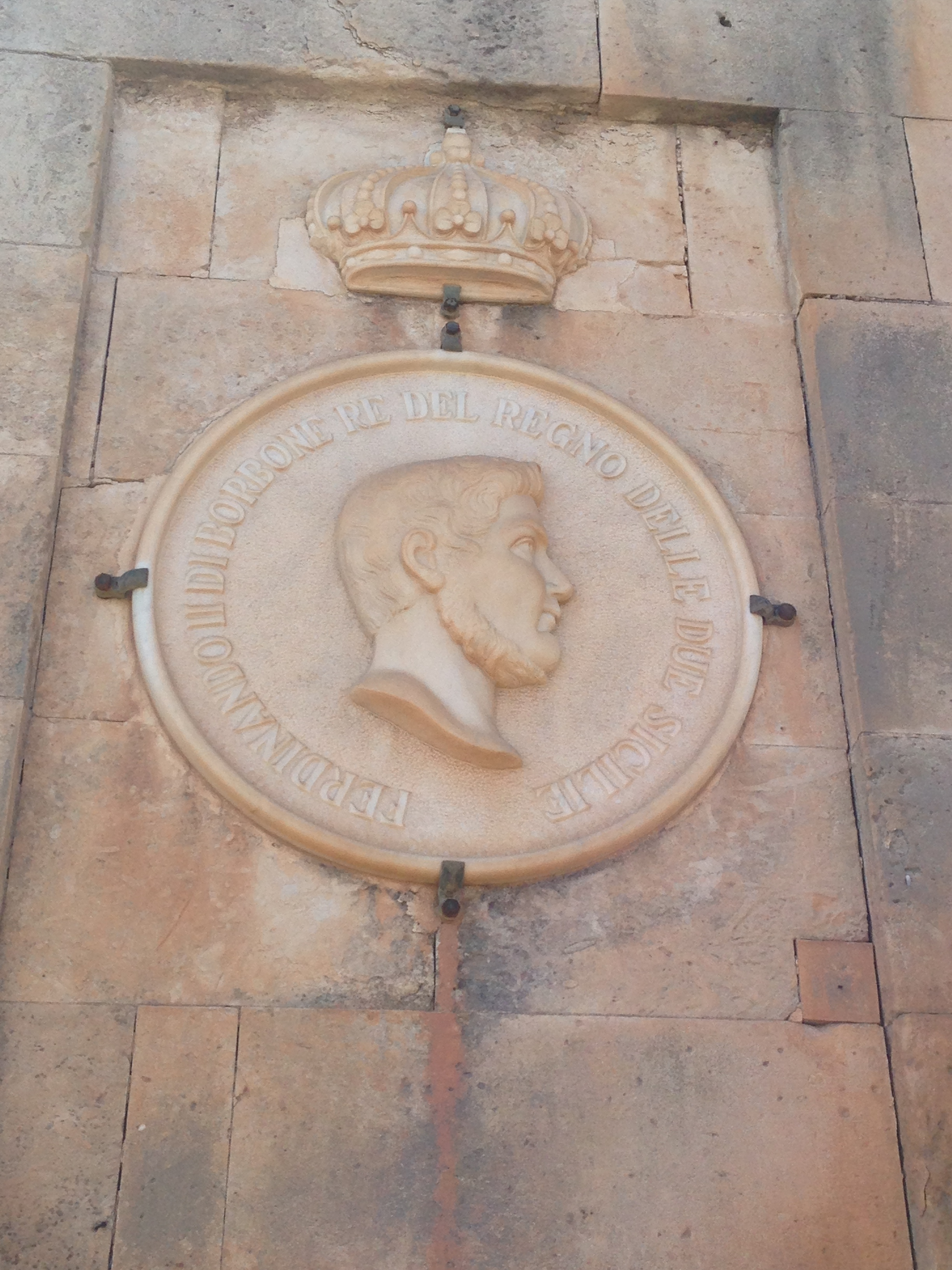
Antico medaglione scolpito nel borgo di Cassibile

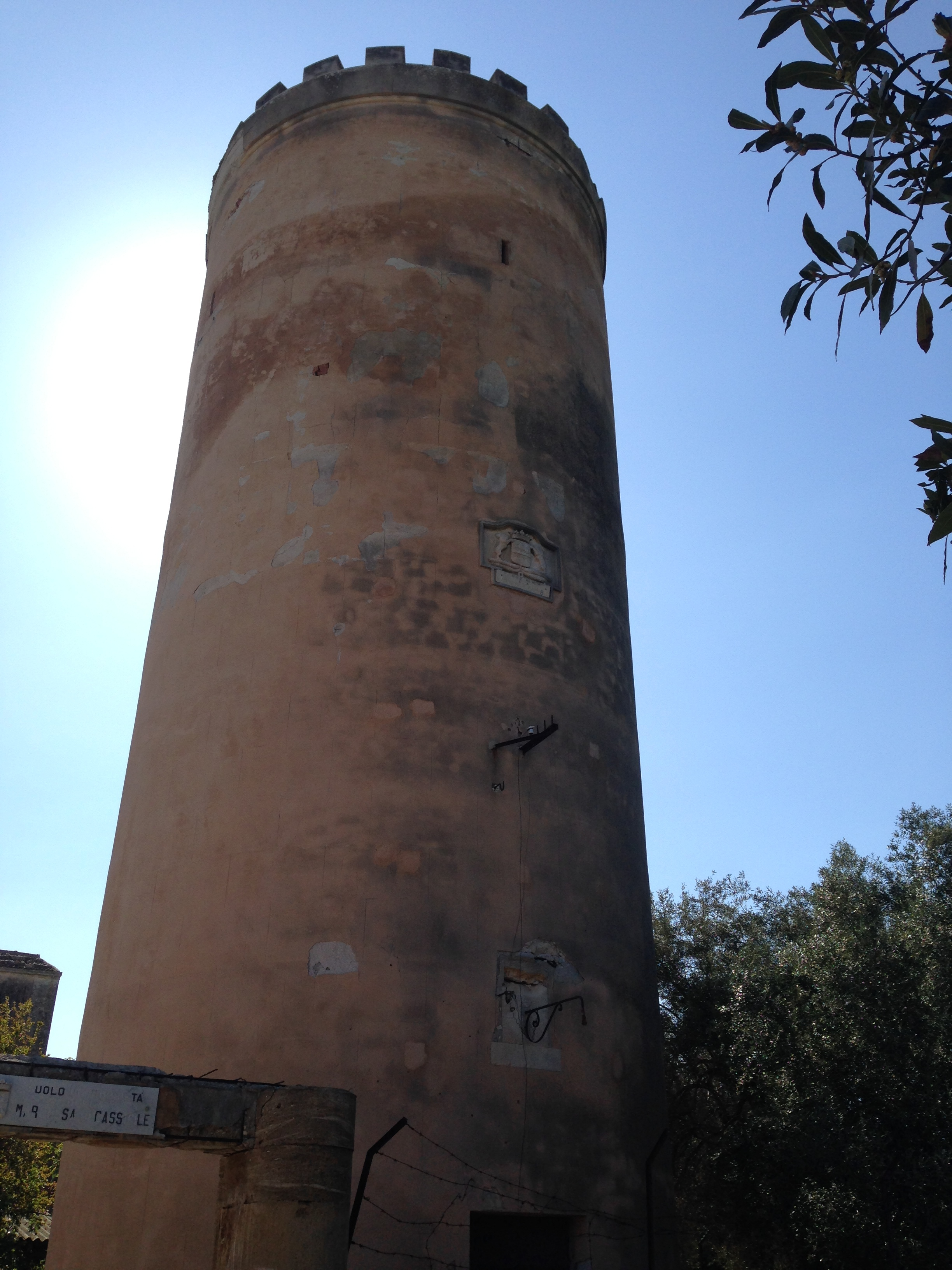
La Torre del Marchese

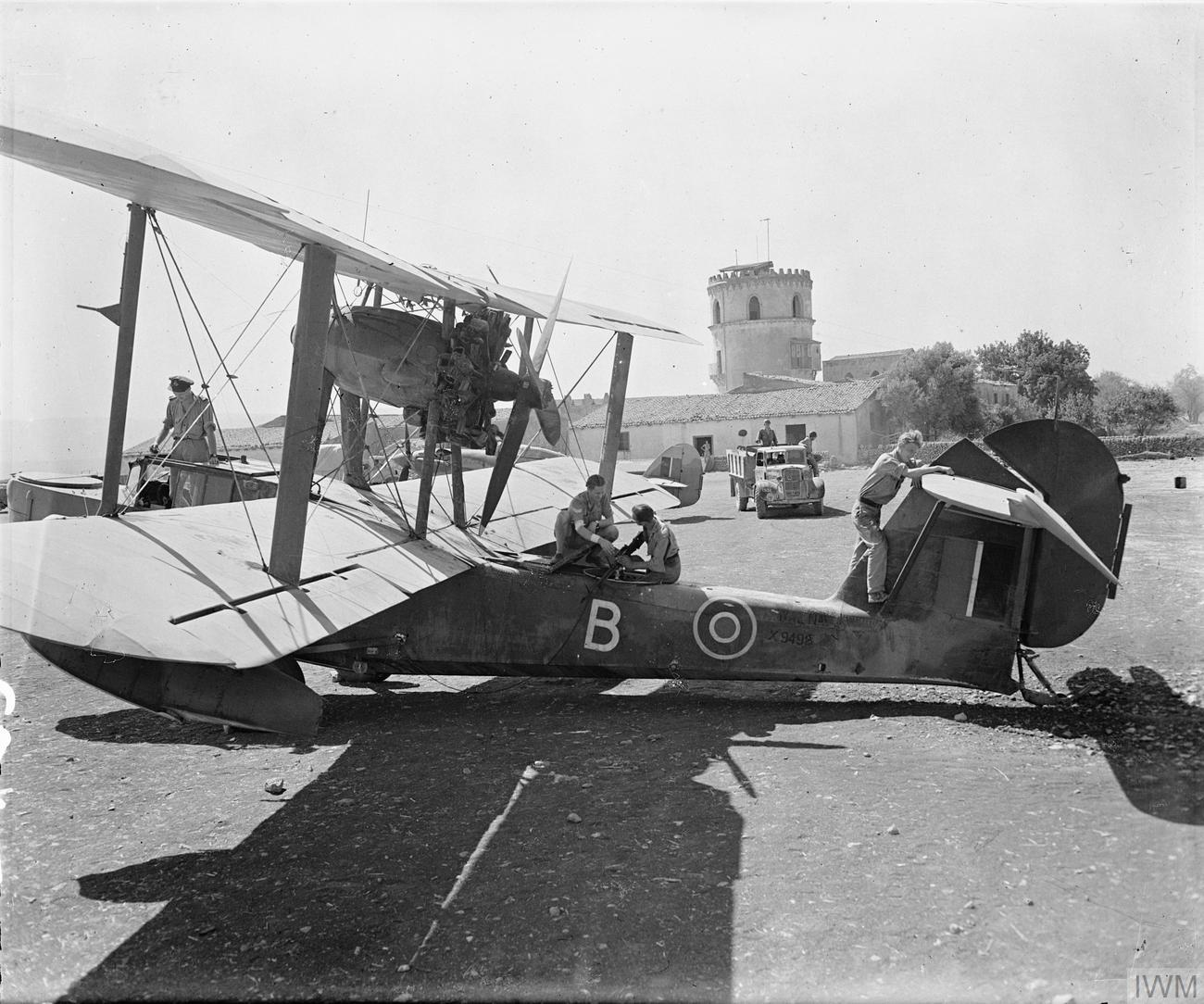
In questa foto si nota sullo sfondo la Torre Cuba e l'aeroporto inglese di Cassibile, 1943

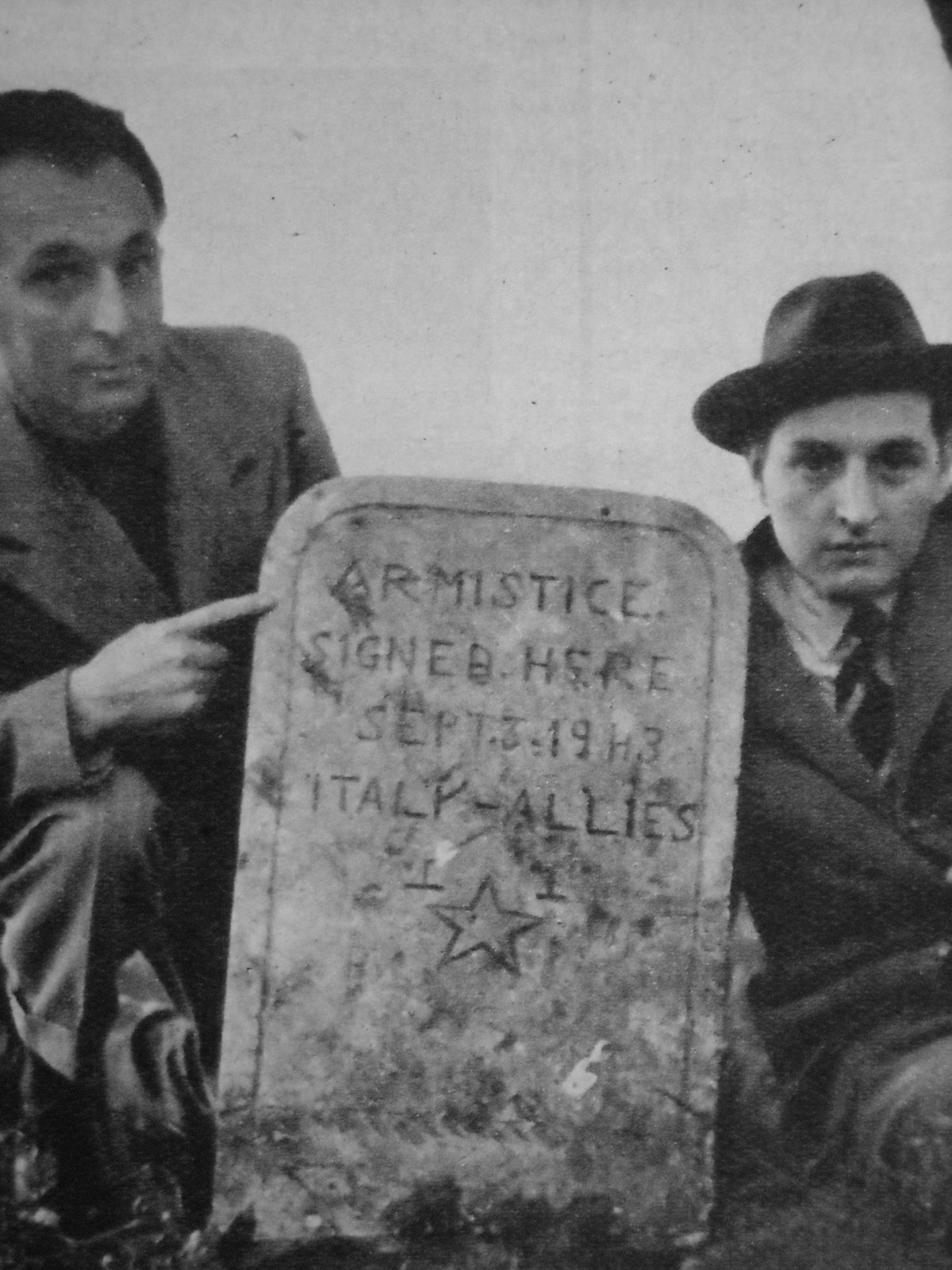
La Pietra della Pace donata dallo Stato maggiore di Eisenhower; fotografata sul luogo dove avvenne la firma dell'armistizio, prima che se ne perdessero le tracce

- La Chiesa del Marchese Loffredo di Cassibile

È la chiesa più antica di Cassibile, fatta costruire dal marchese Loffredo dal quale la struttura prende il nome. Dedicata alla Sacra Famiglia, venne inaugurata nel 1870; la facciata è costituita da un grande portone centrale e da due portoncini laterali. In alto vi sono due balconcini e due grandi campane. Sulla parte superiore del portone centrale c'è una targa con su scritto: "A Gesù, Maria e Giuseppe protettori dei cassibilesi". All'interno della chiesa si hanno diversi dipinti e tre altari; su quello maggiore vi è il dipinto della Pietà di Angelo Trevisani, su quello di sinistra vi è il quadro San Giacomo tratto dal Martirio di Pompeo Batoni e sull'altare di destra vi è il quadro Conversione di S. Matteo di Paolo De Matteis e Il Sacro Cuore di Gesù.

Sul piccolo altare di sinistra si trova un crocifisso in legno di cipresso, scolpito nel 1700 da un siracusano. All'interno della chiesa vi sono poi due angeli scolpiti in legno fatti fare a Parigi nel 1781, dove i marchesi Loffredo si trovavano per un invito dell'ambasciata del Regno di Sicilia.
- La Chiesa di San Giuseppe

La chiesa di San Giuseppe, essendo l'antica chiesa del borgo rurale ormai sconsacrata, risulta essere l'unico luogo aperto al culto per i cassibilesi.

Dedicata a San Giuseppe Lavoratore (il Patrono di Cassibile), sorge presso la piazzetta ubicata vicino alla via Nazionale (arteria urbana-commerciale principale del paese); la chiesa venne costruita nel secondo dopoguerra, la sua facciata presenta uno stile moderno e sobrio, caratterizzata da una parete in laterizio lastricata con pietra bianca. Il portale è di forma rettangolare è sormontato da un timpano triangolare.

L'interno dispone di un'unica navata decorata con opere d'arte sacra contemporanea tra cui la statua raffigurante San Giuseppe Lavoratore che reca in braccio Gesù Bambino.

Dietro la chiesa vi è la Torre Campanaria e un piccolo giardino che funge da spazio verde urbano.
- Il Monumento ai Caduti

Il monumento che sorge di fronte alla chiesa di San Giuseppe, è stato scolpito dallo scultore siracusano Antonio Leone nel 1993 e ha il compito di commemorare i caduti cassibilesi durante la seconda guerra mondiale e nel contempo di ricordare l'armistizio la cui firma avvenne appunto nel paese di Cassibile.

La sua struttura è in pietra bianca e ha tre pannelli; quello centrale presenta un bassorilievo raffigurante un'allegoria della libertà; quelli laterali sono invece due targe commemorative, di cui una raffigura l'originale targa in inglese posta dai soldati angloamericani in Contrada San Michele.
- Piazza Marchese Loffredo di Cassibile

È la piazza dedicata al marchese Silvestro Loffredo di Messina; ai giorni nostri la piazza è stata oggetto di critiche poiché trascurata e vi sono state diverse discussioni anche sulla conclusione non immediata e prolungata dei lavori di manutenzione che l'hanno interessata dall'anno 2011.
- Piazza Don Antonino Saitta

È la piazza, chiamata fino al 2010 piazza della Parrocchia, su cui si affaccia la chiesa di San Giuseppe; interessata da lavori di ristrutturazione nel 2007 che le hanno conferito una pavimentazione in basole di pietra di Comiso con ricorsi di pietra lavica bocciardata.

In questa piazza è stato posto il Monumento ai Caduti di Cassibile che celebra anche la firma dell'armistizio del 1943; questo monumento dapprima posto al centro della piazza è poi stato posto su un'area di proprietà della parrocchia per evitare atti di vandalismo che già in precedenza avevano rovinato detto monumento. Va infine ricordato che non è questo il posto originale in cui avvenne la firma; infatti la targa originale si trovava in Contrada San Michele, ma come si è già detto in precedenza, tale targa originale venne fatta sparire.
- Il borgo rurale

Il borgo rurale di Cassibile costituisce la parte più antica della località. Ubicato nella sua parte meridionale, esso un tempo al suo interno aveva di tutto: oltre alle case dei contadini, vi era la chiesa, le stalle, i magazzini per gli attrezzi agricoli, i granai, i palmenti per l'uva, le olive e il grano, e poi ancora varie opere fondiarie, locande e osterie, una caserma dei Carabinieri per salvaguardare la sicurezza degli abitanti e un presidio medico-ospedaliero per far sì che si potesse salvaguardare anche la salute di coloro che abitavano questo borgo rurale.

Venne elevata anche una torretta chiamata Torre del Marchese, la quale serviva per avvistare presunti pericoli per il borgo come per esempio le incursioni dei briganti, fenomeno che interessò tutto il Sud Italia nella seconda metà del XIX secolo, nel tempo in cui scoppiarono le rivolte contro il neo-ufficializzato Regno d'Italia con sede sabauda a Torino.

Oggi del vecchio borgo di Cassibile restano visibili la Chiesa, la Torre del Marchese, l'Arco d'ingresso al Borgo e degli edifici. Il resto del Borgo venne distrutto durante la seconda guerra mondiale o demolito per inagibilità.
Di recente, nell'agosto 2012, è stato proposto di valorizzare il borgo rendendolo fruibile ai visitatori e facendolo divenire fonte culturale e turistica con tale motivazione:
Si sostiene infatti che il borgo rurale di Cassibile sia l'esempio più consistente delle vestigia, ancora esistenti e visitabili, dell'antico mondo contadino e per questo motivo si vuole fare di esso un'attrattiva culturale-turistica che offra ai suoi visitatori la possibilità di vederlo come un museo.
- Torre Cuba

Torre Cuba era una torre, oggi non più integra, che venne usata dal luglio al novembre del 1943 dagli inglesi e poi dagli statunitensi come torre di controllo per l'aeroporto improvvisato che gli Alleati avevano fatto in zona, poi dismesso quando essi si trasferirono a Montecorvino Rovella, nella risalita della penisola italiana.

Il sito dove sorgeva la torre è stato a lungo smarrito perché quella zona ampia di terra è oggi ricoperta da un agrumeto e la torre è stata abbattuta da un violento uragano che la colpì nel 1956, facendone rimanere in piedi solo la base e la struttura del casolare. Ma grazie a delle foto scattate prima e durante il periodo bellico, è stato possibile individuare la torre e il luogo in cui si trovava, che porta il nome di strada Torre Cuba appunto. Essa prende il nome dalla versione dialettale della parola cupola, in quanto esisteva un edificio con questa caratteristica sul quale venne eretta la torre; in lingua siciliana cupola divenne cubba fino a essere chiamata cuba. La torre sorse su un'antica basilica tricora di epoca bizantina (oggi trasformata in villa) individuata da Paolo Orsi nel 1899. La sua costruzione risale al XVI secolo, mentre il complesso rurale che la circonda è del 1882.
- La Pietra della Pace

La Pietra della Pace, in siciliano chiamata, La Petra dâ Paci, si riferisce all'antico cippo, o lapide, fatta fare dagli statunitensi nel momento in cui venne firmato l'armistizio tra l'Italia e gli Alleati, recante sopra la scritta che sanciva gli avvenimenti di quell'importante momento, e che venne donata ai cassibilesi come ricordo ma che sparì improvvisamente il 4 giugno 1955.

In base ai racconti dei testimoni, il soldato Johnny, cuoco di Eisenhower, comandante in capo delle Forze Alleate in Europa, nel congedarsi lasciò una lettera ai proprietari della tenuta che li avevano ospitati, i Marchesi Grande, e scrisse loro:
Ma in realtà quella lapide o pietra come la chiamano i cassibilesi, non fu motivo di pellegrinaggio e rimase dimenticata per molti anni, posta sotto un albero d'ulivo, lì nel luogo dove avvenne la firma, e ci rimase fino al 1955, anno in cui balza sulle cronache dei giornali perché si scopre la sua improvvisa scomparsa. I più si occupano della sua ricerca ma senza alcun risultato. Sul suo furto sono state fatte molte ipotesi, la più attendibile però sembrerebbe la confessione, avvenuta tramite lettera inviata a un giornale d'ispirazione fascista: Il Merlo Giallo, da parte di tale Enrico de Boccard, un giornalista, che nel rivendicare il furto della pietra dice:
Questo De Boccard fu comunque processato a Siracusa ma essendo un parente dei proprietari del luogo fu assolto e il reato cancellato poiché non vi fu denuncia alcuna.

Dunque in base a questa versione, la lapide originale dell'Armistizio di Cassibile sarebbe andata distrutta.

I cassibilesi hanno comunque costruito una copia di quella lapide, ben più recente, e l'hanno incastonata all'interno del Monumento ai caduti posto presso la Chiesa di San Giuseppe.
I cassibilesi chiamarono quella lapide Pietra della Pace perché per loro rappresentava la fine della guerra contro gli anglo-americani e lo strappo con la Germania nazista.
La lapide originaria recava la scritta ARMISTICE SIGNED HERE SEPT 1943 ITALY-ALLIES e sotto vi era l'incisione di una tenda (luogo in cui avvenne la firma) e una stella a cinque punte.
- Il Castello del Marchese di Cassibile

Il Castello del Marchese di Cassibile, sorge presso il Cugno Mola, che è il rilievo Ibleo più elevato di tutto il territorio comunale di Siracusa.
Qui, oltre ad avere una fiorente natura e necropoli sicule, vi è anche questo castello, fatto costruire nei primi anni dell'Ottocento per volere del marchese Silvestro Loffredo, in modo da poter osservare tutto il suo feudo. Si pensa che la sua edificazione avvenne sui resti di una fortezza medievale descritta anche dallo storico netino Tommaso Fazello. Oggi questo castello, raggiungibile dalla "Scala Disa", è diroccato e abbandonato, anche se appartiene tuttora alla famiglia Loffredo.

Il suo stile architettonico presenta una pianta quadrangolare e un portale d'accesso di forma arcuata. Su ciascuno dei quattro lati vi è una fila di tre finestre sormontate da un timpano triangolare. L'interno di questa residenza presenta stanzoni ormai spogli.

### Aree archeologiche

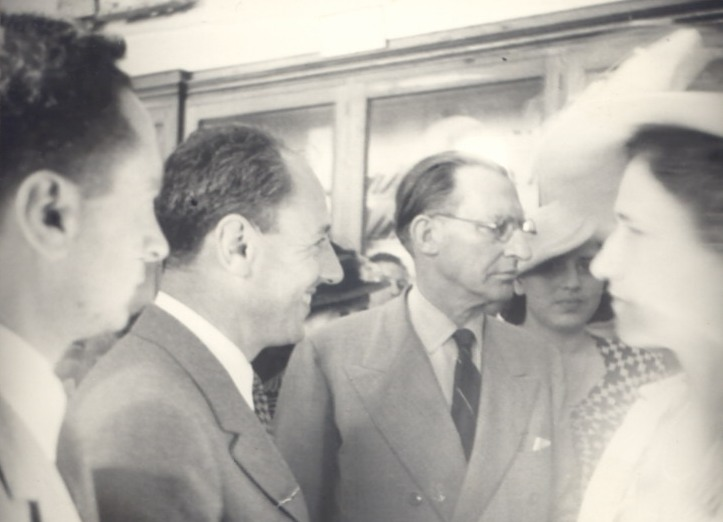
Gino Vinicio Gentili e Luigi Bernabò Brea accompagnano il presidente del Consiglio, Alcide De Gasperi e sua moglie, in visita al Museo archeologico di Siracusa

Cassibile ha molte vestigia del passato, specialmente di epoca sicula o pre-sicula, non a caso infatti i suoi luoghi sono considerati di grande importanza per capire la storia della Sicilia preistorica e preellenica, al punto tale che si parla di "Età di Cassibile", perché si pensa che qui, in un momento di pausa tra l'egemonia di Pantalica Nord e Pantalica Sud, vi sia stata un grande fioritura della cultura di Cassibile, cioè un periodo, stabilito intorno al 1030 a.C., così come ci afferma Tucidide, in cui gli abitanti del territorio cassibilese, i Siculi, s'imposero nella Sicilia orientale, divenendo protagonisti di quella fase che oggi ha portato molti studiosi a sostenere la tesi che la Necropoli di Cassibile, sia la più importante dopo quella di Pantalica.
Determinante fu la presenza del fiume Cassibile, un corso d'acqua che ancor oggi continua a scorrere all'interno del Canyon di Cava Grande, formando un paesaggio molto simile a quello di Pantalica con la sua Valle dell'Anapo, altro fiume siracusano millenario.
Presso le sponde del fiume Cassibile, sono state ritrovate delle grotticelle chiamate ddieri, parola che proviene dall'arabo e che significa casa.
Questi villaggi di ddieri, costruiti dai Siculi, erano scavati nella nuda roccia calcarea e sono ancor oggi molto difficili da raggiungere per via della loro notevole elevata posizione difensiva. Un esempio di queste abitazioni sul territorio è dato dal sito della Grotta dei Briganti, luogo storico che rappresenta non poche difficoltà per essere raggiunto.
Grazie agli archeologi come Paolo Orsi e Luigi Bernabò Brea, che si sono dedicati allo studio dell'Età di Cassibile, oggi molti reperti qui ritrovati si possono ammirare al Museo archeologico regionale Paolo Orsi di Siracusa.
Da questi reperti ritrovati si è inoltre potuto constatare che la popolazione di Cassibile conosceva e intratteneva dei fiorenti rapporti commerciali con le popolazioni del Mediterraneo (Palestina, Cipro, Creta, penisola iberica) e persino con le popolazioni della costa atlantica e dell'Inghilterra meridionale.
- La Necropoli di Cassibile

Questa necropoli sicula conta 2 000 tombe, essa somiglia alla sua vicina sita sulla Valle dell'Anapo, Pantalica. È composta da tombe a grotticella artificiale, databili a un periodo che va dal 1000 all'800 a.C., epoca storica denominata dagli archeologi come "Seconda facies di Pantalica" o di "Cassibile", in quanto prende il nome proprio da questa necropoli. Nei suoi dintorni sono state rinvenute anche due chiese rupestri di epoca bizantina; testimonianza di come questo sito abbia avuto un tentativo di ripopolamento durante il periodo medievale.

Dai numerosi reperti ritrovati in questo sito, il quale predisponeva nel suo circondario un villaggio abitato, si è giunti alla conclusione che si trattava di una civiltà raffinata, influenzata probabilmente dai frequenti contatti con i Fenici e i commerci marittimi.
- La Grotta dei Briganti

La Grotta dei Briganti si trova all'interno dell'ampio sito di Cava Grande del Cassibile. Si chiama così perché in epoca risorgimentale, durante le lotte tra i ribelli denominati Briganti, i quali erano contro il nuovo governo dei Savoia e contro la guerra che questi ultimi li dichiararono, tale grotta divenne un loro rifugio. Per cui si può affermare che nel periodo di fine Ottocento (1861 circa) questo sito naturale venne nuovamente abitato da persone. Ma le abitazioni che lo compongono, ovvero quelle grotte artificiali scavate nella roccia calcarea, sono ben più antiche dell'epoca risorgimentale, esse infatti vengono chiamate ddieri, dal termine arabo, piccole case rupestri scavate già in epoca sicula ma che vennero nuovamente abitate in epoca araba, quando infatti la grotta assunse la funzione di "conceria", il luogo dove si conciavano le pelli, motivo per il quale la grotta ha preso anche il nome dialettale di Grotta Cunziria.

### Aree naturali

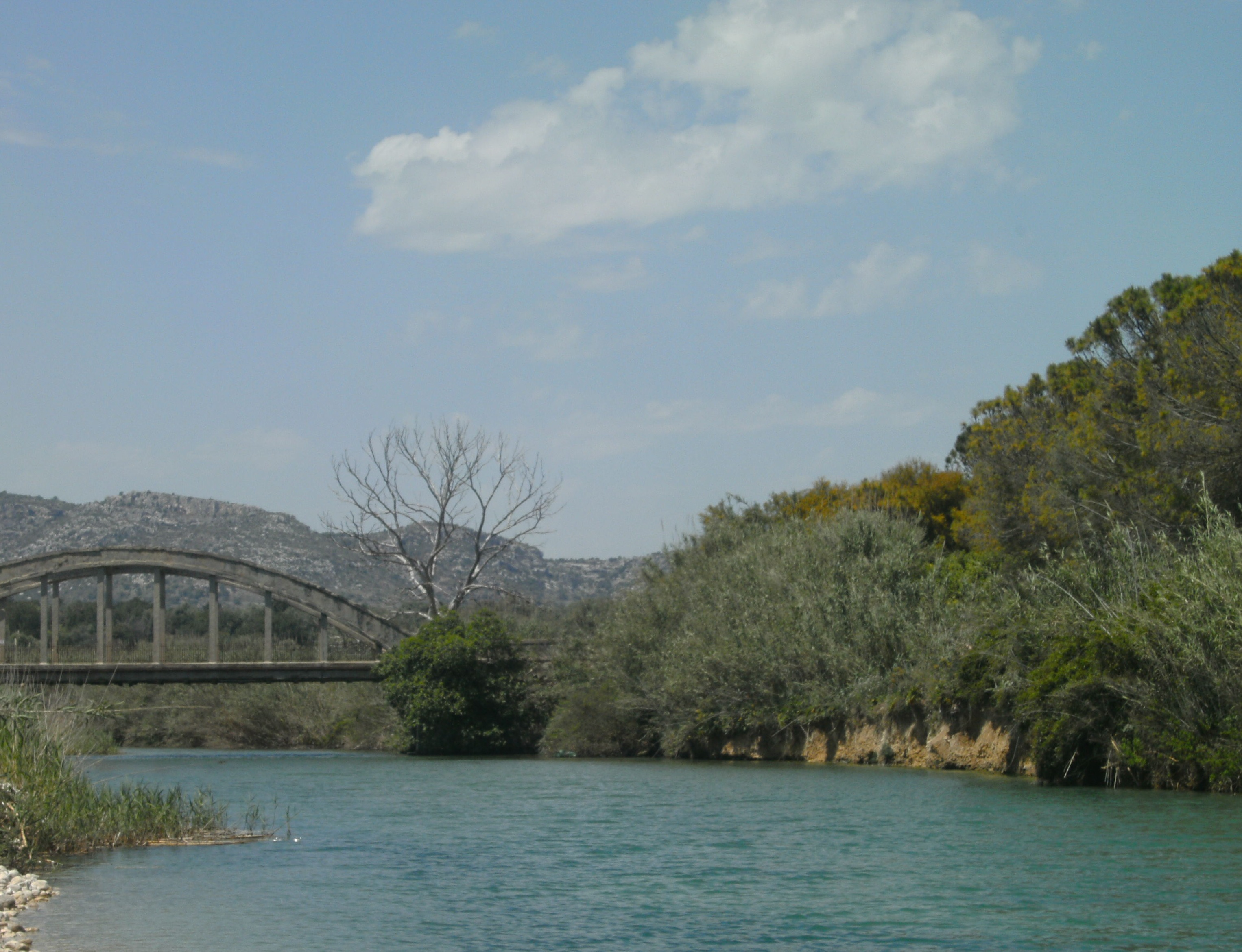
Il fiume Cassibile nel punto più vicino al mare; all'interno della Pineta del Gelsomineto

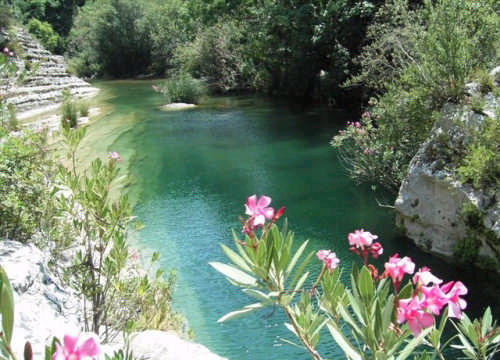
Uno dei tratti della riserva naturale orientata Cavagrande del Cassibile

- Riserva Naturale Orientata Cava Grande del Cassibile

La riserva protetta di Cava Grande del Cassibile offre un'ampia diversità di ambienti sia naturali sia archeologici. È inoltre rinomata tra la gente per i suoi "laghetti" che, specialmente d'estate, vengono visitati e utilizzati come luogo balneare da una notevole quantità di pubblico.
- La Pineta del Gelsomineto

La pineta appartiene alla spiaggia chiamata dai cassibilesi "la Marchesa di Cassibile". Si tratta di un'ampia vegetazione composta per lo più da pini, palme e limoneti. Offre possibilità di sostarvi l'intera giornata, (potendo adibire l'area a picnic) ed è rinomata in tutto il siracusano richiamando, per tradizione, anche gente proveniente dal catanese.

## Società

### Evoluzione demografica
Lo sviluppo demografico di Cassibile si è avuto soprattutto dal secondo dopoguerra a oggi. La popolazione cassibilese è passata dai circa 500 abitanti iniziali ai quasi 6 000 attuali.

Il nucleo abitato iniziale, come spiegato in precedenza, proveniva per la maggior parte dai paesi della ex provincia di Siracusa, fatta eccezione per alcune famiglie provenienti dalla ex provincia di Messina. Oggi giorno la comunità locale ha preso una propria identità definendosi e riconoscendosi con il nome di cassibilesi.

In epoca moderna hanno contribuito all'aumento demografico anche molte famiglie di extracomunitari, prevalentemente braccianti agricoli, che hanno preso residenza a Cassibile.

### Lingue e dialetti
Il dialetto cassibilese è molto concorde con quello parlato nella zona sud-orientale della Sicilia, con eccezioni date da parole formatesi nel tempo in questa località; caratteristica comune in parecchi luoghi siciliani.
(Santo Raffa)
Questa frase, in lingua siciliana, è riferita al paese di Cassibile e denota come il dialetto locale faccia parte della società, esso infatti viene ancor oggi parlato e quindi tramandato tra le generazioni di cassibilesi.

## Cultura

### Scuole
A Cassibile si trova il II Istituto Comprensivo Statale G. Falcone - P. Borsellino.

Le scuole superiori o i corsi universitari sono situati in Siracusa o nelle località vicine come Catania.

### Musei
Ogni anno, nel periodo che va dal 3 agosto al 3 settembre, viene allestito un museo intitolato "Cassibile Memorie, Immagini e Gocce D'Arte".

Vengono esposti e resi visitabili i reperti e le testimonianze belliche che la località ha vissuto: documenti inediti, prime pagine di giornali dell'epoca, riproduzioni in cartapesta del momento della firma dell'armistizio, video, gadget, libri, mostra fotografica.

Di recente è stata espressa la volontà di far diventare il museo stagionale di Cassibile, permanente, ovvero aperto e usufruibile tutto l'anno.

### Cucina

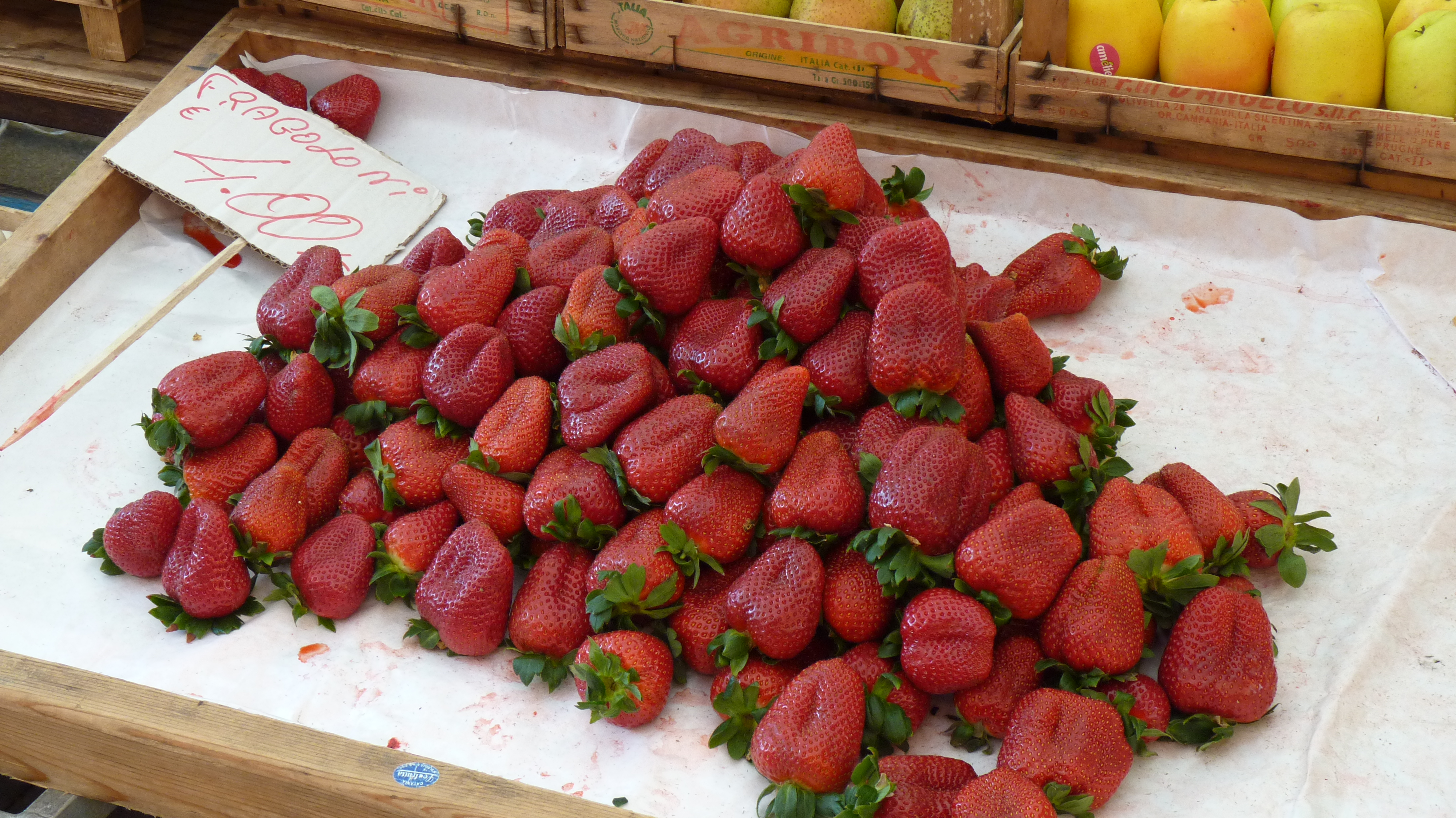
Fragole in vendita al mercato siracusano

La cucina cassibilese è molto simile alla cucina siracusana e riprende molto la tradizione della cucina siciliana, per cui vi si trova parecchio pesce e pasta cucinata con verdure. Nella rosticceria, non mancano i classici arancini e le scacciate siciliane.

Tra le sue particolarità vi sono molte pietanze cucinate con la fragola locale: torte, marmellate, pasticcini, e persino il risotto e la salsiccia (quest'ultima vera e propria specialità cassibilese).

Da segnalare altrettante pietanze tipiche del luogo come "'u pastizzu" (una focaccia locale), la "pizza rustica" (una pizza farcita con ricotta, salumi e caciocavallo), e dolci come la cassata al forno e la cassata gelata (due varianti della classica cassata siciliana).

### Musica
Il principale movimento musicale locale è dato dalla "Banda Musicale di Cassibile". Questa banda viene messa insieme nel 2000, quando un gruppo di cassibilesi espressero la volontà di avere gente che facesse della musica, sostenendo che: «Un paese come Cassibile senza Banda Musicale è come un corpo senza anima». Così riuscirono a trovare ben 40 elementi per la loro nuova banda musicale e la formarono con atto costituzionale, denominandola "ASSOCIAZIONE MUSICALE DON ANTONIO SAITTA", così chiamata in onore del parroco del paese Antonio Saitta.

La Banda Musicale di Cassibile suona in tutte le ricorrenze importanti che si tengono sul luogo e qualche volta è richiamata anche dai paesi vicini per contribuire con le sue esibizioni musicali.

### Eventi
- Il presepe di cartapesta

A Cassibile, nel 1985, è nata un'associazione culturale locale chiamata "Gruppo Cartapesta Cassibile" che da allora si occupa di fabbricare maschere e presepi lavorati con la cartapesta e in seguito di esporli al pubblico. In particolar modo vi è una dedizione nel fare un grande presepe, posto al Borgo Rurale di Cassibile, situato su 3 000 m² di terreno, raffigurante gli antichi mestieri siciliani, le antiche usanze e le tradizioni della popolazione cassibilese. I personaggi sono a grandezza naturale, così come le strade, le case e i dettagli, tutti costruiti interamente con la cartapesta.
Detto presepe è visibile tutto l'anno, ma assume un significato particolare e caratteristico nel periodo di Natale.
- La Festa della Fragola

La fragola di Cassibile è rinomata in tutta la provincia siracusana e anche al di fuori di essa. I cassibilesi la prediligono nelle loro coltivazioni e ogni anno si tiene una grande festa (detta anche sagra) che ha come elemento principale e protagonista l'oro rosso di Cassibile.

## Economia
L'economia della cittadina è basata principalmente sull'agricoltura, con la produzione di ortaggi e primaticci (patata novella di Cassibile, fragole, fagiolini, ecc.).
Altri settori di rilievo sono legati alle attività turistico-ricettive, grazie soprattutto alla vicinanza con la zona balneare di Fontane Bianche.

## Infrastrutture e trasporti
Fino al 15 dicembre 2002, Cassibile è stata servita dalla locale stazione ferroviaria. Dall'estate 2008 è nuovamente raggiungibile in ferrovia grazie all'apertura della più vicina stazione di Fontane Bianche.

## Sport
Cassibile è rappresentata nel calcio dall'ASD Cassibile-Fontane Bianche che milita in Terza categoria, e nel calcio a 5 dall'Atletico Cassibile. Un'altra società calcistica è stata il Real Cassibile (calcio a 11). L'impianto polisportivo "Ivan Tuccitto" è l'unico della frazione. Esso è dotato di un campo di calcio in erba sintetica, con una piccola tribuna in cemento di 400 posti, e di una tensostruttura coperta. A poca distanza, e poco fuori il centro abitato, c'è l'Ippodromo del Mediterraneo.